# 吲哚咔唑

第一种发现的吲哚咔唑——星形孢菌素的化学结构

吲哚并咔唑的化学结构

吲哚咔唑（缩写ICZ，也称为吲哚并咔唑衍生物）是一类具有抗癌药物潜力的化合物，包括星孢菌素、蝴蝶霉素、K252a、KT5720等，1977年首次分离。

## 外部連結
- Rebeccamycin and AT2433 from  Center for Pharmaceutical Research and Innovation